# Tiszaszentimre
Tiszaszentimre is een plaats (község) en gemeente in het Hongaarse comitaat Jász-Nagykun-Szolnok. Tiszaszentimre telt 2378 inwoners (2002).